# Vanishing Point (jogo eletrônico)
Vanishing Point é um jogo eletrônico do gênero corrida. Desenvolvido pela Clockwork Games e publicado pela Acclaim criado primeiramente para Dreamcast em 21 de dezembro de 2000 e mais tarde portado para Playstation em 05 de fevereiro de 2001.

## Resumo
O jogo é fornecido com a física de carros peculiares, que podem ser experimentados através de vários modos de jogo, pistas e veículos. O principal modo do jogo é o "Modo Torneio", há um torneio de bronze (2 pistas / 2 voltas), de prata (3 pistas / 2 voltas) e de ouro (3 pistas / 3 voltas) um campeonato para cada veículo principal. Em cada corrida de um campeonato, há um tempo para vencer e os outros veículos na pista são apenas para evitar o tráfego. Ganhar campeonatos desbloqueia não só os próximos (bronze desbloqueia prata e prata desbloqueia ouro), mas também características de jogo, tais como carros, modos de jogo e opções de corrida. Começando com 2 carros, o jogador irá conquistar quase todo o conteúdo do jogo através destes campeonatos. Em outro modo de jogo, o single, o jogador pode desbloquear as 8 faixas principais, em suas 4 versões diferentes (Normal, Reverso, Espelhado Normal e Reverso Espelhado), simplesmente ganhar uma corrida com um carro aleatório.

## Modos de Jogo
O jogo contém 5 modos de jogos diferentes, entre eles são:
- Tornament (Torneio)
- Single Race (Corrida Única)
- Time Trial (Contra-Relógio)
- Stunt Driver
- Rally CWG

## Veículos
| Veículos do Jogo   | Veículos Secretos    |
| ------------------ | -------------------- |
| Alfa Romeo GTV 3.0 | Alfa Romeo GTV 3.0   |
| Aston Martin DB7   | Aston Martin V8      |
| Aston Martin V8    | Audi TT Cabriolet    |
| Audi TT            | Austin Mini          |
| BMW325i            | Dodge Viper RT/10    |
| Dodge Viper GTS    | Ford Mustang Cobra R |
| Ford Explorer      | Ford Taurus          |
| Ford Focus         | Ford Thunderbird     |
| Ford Mustang Cobra | Ford Windstar        |
| Ford Ranger        | Lincoln Town Car     |
| Jaguar XKR         | Lotus Elise 111S     |
| Lotus Elise        | Mercury Sable Wagon  |
| Lotus Esprit       | TVR Cerbera          |
| Shelby Cobra       | Volkswagen Beetle    |
| TVR Griffith       | Volkswagen Golf      |
| Toyota Supra       | Volkswagen Microbus  |

## Pistas
- Red Rock Canyon
- Newtown Expressway
- Midnight Highway
- Harbour View
- Olympic Village
- South Riviera
- Alpine Pass
- Forest Fields
- 2 Player Track 1
- 2 Player Track 2
- 2 Player Track 3
- 2 Player Track 4
- Test Track

## Pistas do modo Stunt Driver
| Nome da Pista do Stunt Driver | Veículo a Usar     |
| ----------------------------- | ------------------ |
| The Long Jump                 | Lotus Esprit       |
| Twist & Turns 1               | Audi TT            |
| Single Criss Cross            | Ford Mustang Cobra |
| Hump Back Relay               | BMW 325i           |
| Twist & Turns 2               | Alfa Romeo GTV 3.0 |
| Table Top Balloons            | Toyota Supra       |
| The Barrel Roll               | Ford Focus         |
| Twist & Turns 3               | Dodge Viper GTS    |
| Balloon Stalom                | Lotus Elise 111S   |
| Double Criss Cross            | TVR Cerbera        |
| Bumps 'n' Balloons            | Aston Martin V8    |
| Twist & Turns 4               | Lotus Elise        |
| Barrel Roll Relay             | Shelby Cobra       |
| The Balloon Bowl              | Ford Explorer      |
| Triple Criss Cross            | Shelby Cobra       |

## Recepção
O jogo recebeu criticas bem positivas em relação ao jogo. A Gamespot deu uma nota 7.4 para a versão do playstation, e 8.1 para o dreamcast devido a uma grande diferença de gráficos. Em uma revisão do jogo, Frank Provo elogiou o jogo dizendo: "Em uma reviravolta interessante, o sucesso em uma corrida em Vanishing Point não depende só de sua capacidade para ultrapassar os veículos de seus oponentes, mas em sua capacidade de vencer uma série de vezes pré-estabelecidos de topo de uma corrida emocionante..."